# Peter Platen
Peter Platen (* 24. April 1969 in Mönchengladbach) ist ein deutscher katholischer Theologe und Kanonist.
Platen war von 2002 bis 2008 persönlicher Referent des Generalvikars des Bistums Limburg. 2003 promovierte er an der Universität Münster mit einer Untersuchung über Die Mitwirkung von Laien an der Ausübung der Leitungsgewalt aus der Perspektive des Handelns durch andere im kanonischen Recht. Im Juli 2005 wurde er zum Diözesanrichter sowie zum Offizialatsrat am Bischöflichen Offizialat Limburg ernannt. Von April 2008 bis Februar 2009 arbeitete er als Persönlicher Referent des Limburger Bischofs Franz-Peter Tebartz-van Elst. Im April 2011 wurde er zum außerplanmäßigen Professor für Kirchenrecht an der Katholisch-Theologischen Fakultät der Universität Münster ernannt.

## Veröffentlichungen
- Die rechtsgeschichtliche Entwicklung des „Handelns durch andere“ im kanonischen Recht. Grundlage einer Teilhabe von Laien an der potestas regiminis? Essen 2007, ISBN 978-3-87497-261-1.
- Die Ausübung kirchlicher Leitungsgewalt durch Laien. Rechtssystematische Überlegungen aus der Perspektive des „Handelns durch andere“. Essen 2007, ISBN 3-87497-259-3.
- Öffentliche Sicherheit und Schutz des Seelsorge- und Beichtgeheimnisses im Widerstreit – eine Problemanzeige in „Kirche in einer säkularisierten Gesellschaft“ (Hrsg.) Lüdicke, K., Binder, D. A., Paarhammer, H.; Studienverlag, Innsbruck 2006, ISBN 3-7065-4300-1.
- Die Sustentation der Kleriker. Der Neuansatz in der Versorgung der Kleriker mit Blick auf ausgewählte Problemstellungen. Essen 2000, ISBN 3-87497-230-5.